# 소니 α7 III

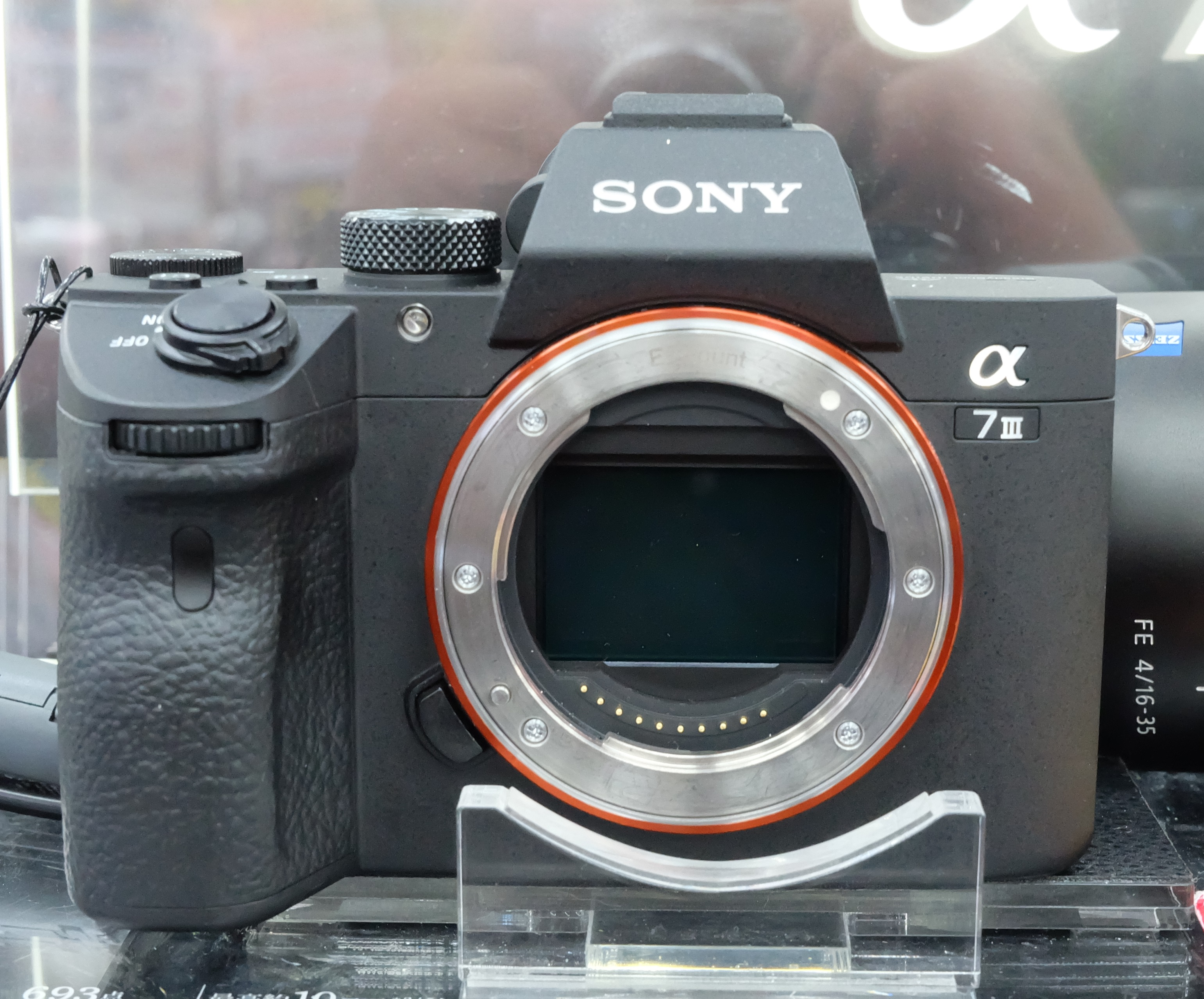
이면조사형 35MM 풀프레임 2,420만 화소 ISO 100-51,200 이미지 센서 시프트 5축 손떨림 보정, 5.0 스톱

소니 α7 III(Sony α7 III, 모델명 ILCE-7M3)는 소니에서 출시한 풀프레임 이미지 센서를 탑재한 카메라이다. 2,420만화소와 10FPS 연속 성능을 갖춘 3세대 A7 시리즈이며 a7m3이라는 네이밍으로도 불린다.

## 같이 보기
- 소니 α7